# ژان اورنش
ژان اورنش (انگلیسی: Jean Aurenche؛ ۱۱ سپتامبر ۱۹۰۳ – ۲۹ سپتامبر ۱۹۹۲) یک فیلم‌نامه‌نویس اهل فرانسه بود.
از فیلم‌ها یا مجموعه‌های تلویزیونی که وی در آن‌ها نقش داشته است می‌توان به زن و بازیچه او اشاره نمود.